# Ręboszewo
Ręboszewo (kaschubisch Rãbòszewò, deutsch Remboschewo, 1942–1945: Broddenfurt) ist ein kaschubisches Dorf im Powiat Kartuski der polnischen Woiwodschaft Pommern. Es liegt im kaschubischen Landschaftsschutzpark an der Woiwodschaftsstraße 228.

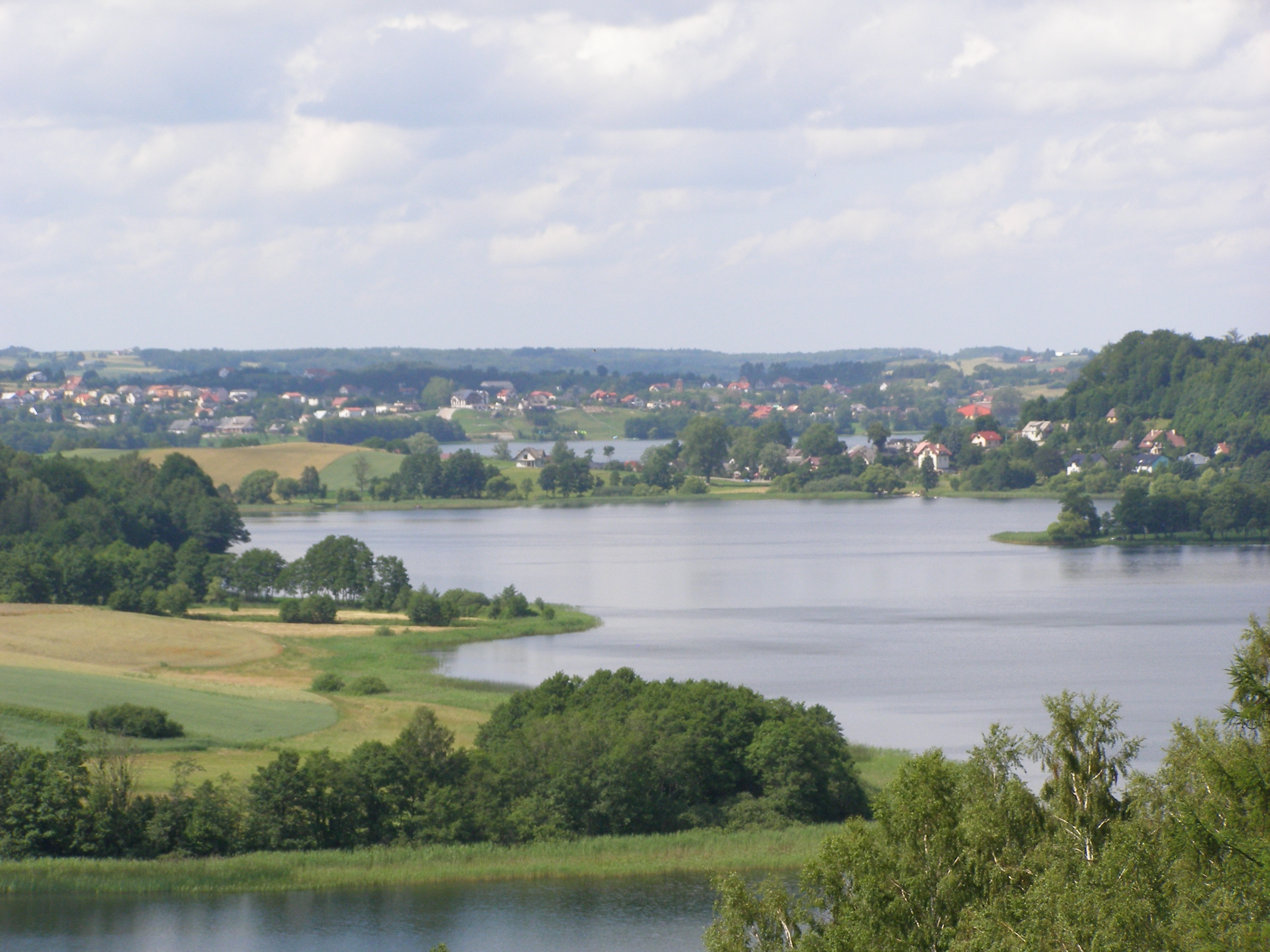
Ręboszewo am See Małe Brodno

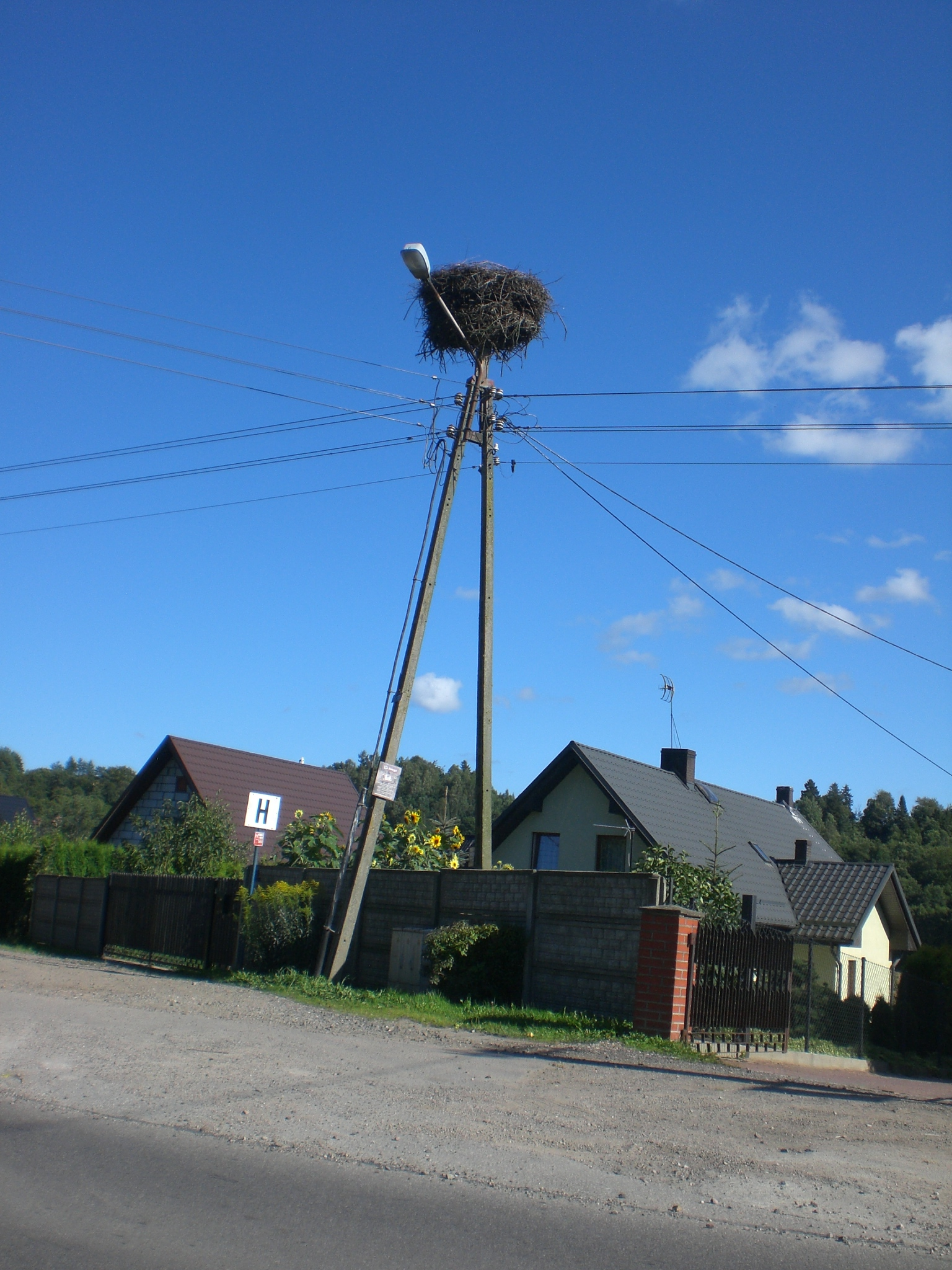
Storchennest in Ręboszewo

Das Dorf liegt in der Mitte der Kaschubischen Seenplatte am Wasserrundwanderweg Kółko Raduńskie zwischen den Seen Małe Brodno und Brodno Wielkie. Es befindet sich 160 m über dem Meeresspiegel. Ręboszewo ist der Sitz des Dorfrats, zu dem auch Legard und Przybród gehören.
In Ręboszewo, am Fuße des Berges Złota Góra (235 m über dem Meeresspiegel), findet jährlich Anfang Juni und Juli das kaschubische „Erdbeerfest“ statt. Hier führt auch der kaschubische Wanderweg entlang. Auf dem Gipfel des Berges Sobótka (222 m über dem Meeresspiegel, 300 m nordöstlich von der Brücke über die Radunia) befinden sich ein Café und ein Aussichtspunkt in Form einer Windmühle.

## Geschichte
Ręboszewo wurde 1209 von Mestwin I. an die Norbertinerinnen von Żukowo übergeben. Während der Ersten polnischen Republik befand sich das Dorf im Powiat Mirachowo. Ab dem Ende des Ersten Weltkriegs befand sich das Dorf innerhalb der Grenzen Polens (Powiat Kartuski). Bis 1918 hieß die für Ręboszewo geltende deutsche Verwaltung Remboschewo. Aleksander Majkowski schrieb in einem Führer zu Zdroje Raduni aus dem Jahr 1913: „Ręboszewo ist ein Dorf mit 523 Einwohnern, nur Katholiken, von denen 12 Deutsch als ihre Muttersprache erwähnen, der Rest – Kaschubisch.“ Das Polnische Nationale Denkmalregister enthält das Gehöft Nr. 23 aus dem 1. Viertel des 19. Jahrhunderts.